# Csörgő
Csörgő (szlovákul: Čerhov kiejtéseⓘ) község Szlovákiában, a Kassai kerület Tőketerebesi járásában.

## Fekvése
Sátoraljaújhelytől 7 km-re északra, Tőketerebestől 19 km-re délre, a magyar határ mellett, a Ronyva-patak partján fekszik. Érinti a Kassa–Ágcsernyő–Csap-vasútvonal.

## Története
A régészeti leletek tanúsága szerint a falu területe már az újkőkorban lakott volt. 
1329-ben említik először, ekkor Tokaj várának tartozéka volt. 1377-ben „Chergow”, 1429-ben „Cergew” alakban említik. 1398-ban nemesi birtok, később részben nemes családok tulajdonában állt. 1557-ben 8 adózó portája volt. A 17. század második felében elnéptelenedett. 1720-ban 3 adózó háztartást számoltak itt. 
A 18. század végén Vályi András így ír róla: „CSÖRGŐ. Szabad puszta Zemplén Vármegyében, fekszik Lasztótz mellett.”
1828-ban 60 házában 496 lakos élt. Lakói mezőgazdasággal, szőlőtermesztéssel, bognármesterséggel foglalkoztak. 1831-ben lakói részt vettek a kolerafelkelésben. A 19. században a Vay, a Sennyei és a Széchényi családok birtoka volt. 
Fényes Elek 1851-ben kiadott geográfiai szótárában így ír a faluról: „Csörgő, tót falu, Zemplén vgyében, Lasztócz fiókja, 169 kath., 5 ref., 140 zsidó lak. Ut. p. Ujhely.”
Borovszky Samu monográfiasorozatának Zemplén vármegyét tárgyaló része szerint: „Csörgő, Sátoraljaújhely közelében fekvő tót kisközség. 86 házat és 608, nagyobb részben gör. kath. vallású lakost számlál. Van postája, távírója és vasúti állomása. Honfoglalás korabeli helység. Nevét említi már az 1067-ben alapított százdi apátság jószáglevele. A Csörgei család fészke és innen vette előnevét a Csörgői Farkas család is. A mult század elején puszta volt s csak később települt újra községgé. Legrégibb birtokosán kívül, 1378-ban, Tolchvai Jánost ismerjük. 1395-ben Csirke Margit, három évvel később Debreő István és fiai is birtokosai között említtetnek, 1410-ben pedig Toronyai Pál, 1415-ben a Csicseri család és 1416-ban Legenyei Csontos Bertalan a földesurai. 1418-ban Csicseri Fodor Ferenczet iktatják birtokába, de 1446-ban már az Uporiak, két évvel később Legenyei Dorottya és 1474-ben a Nyársapáthi család is birtokosa. 1479-ben Zerdahelyi Ferencz kap itt részeket, 1481-ben pedig a Czékey család is. 1511-ben birtokosaiként szerepelnek Czékey Petronella és János, Bánffi Péter, Eödönffi Imre, Dobó Zsófia, Gerendi László és Upori Borbála, 1569-ben pedig Barkóczy László, 1581-ben Melith Pál, 1588-ban Melith István és Duleszkai Horváth Menyhért, míg az 1598-iki összeírás Herendics Györgyöt, Patikárius Györgyöt, Czobor Mihályt és Alaghy Ferenczet sorolja fel birtokosaiul. 1599-ben a sárospataki uradalomhoz csatolják s előbb Ruszkai Dobó Ferencz, majd Alaghy Menyhért lesz az ura. Az Alaghyaknak magva szakadván, 1631-ben 'Sennyey Pongrácz fia Sándor kap rá kir. adományt. 1722-ben Pintér Mártont, 1730-ban pedig Héricz Mártont, azután a Tárczay családot is birtokosai között találjuk, de ezeken kívül a mult század elején még gróf Aspremontnak, a Wiczmándy és a Kazinczy családoknak is volt itt birtokuk. Most gróf Széchenyi Sándornak és báró 'Sennyey Gézának van itt nagyobb gazdaságuk s az utóbbinak szép úrilaka is. Ezt a községet is meglátogatta 1663-ban a pestis és 1831-ben a kolera, a mikor a lakosság itt is fellázadt. A faluban katholikus templom van, de építési ideje meg nem állapítható.”
1900 és 1910 között sokan kivándoroltak a tengerentúlra. A trianoni diktátumig Zemplén vármegye Sátoraljaújhelyi járásához tartozott. 1938 és 1944 között ismét Magyarország része.

## Népessége
| Év:            | 1994. | 2004.    | 2014.   | 2024.   |
| -------------- | ----- | -------- | ------- | ------- |
| Emberek száma: | 671   | 819      | 765     | 754     |
| Eltérés:       |       | +22,05 % | -6,59 % | -1,43 % |

| Év:            | 2023. | 2024. |
| -------------- | ----- | ----- |
| Emberek száma: | 754   | 754   |
| Eltérés:       |       | +0 %  |

1910-ben 460-an, többségében magyar anyanyelvűek lakták, jelentős szlovák kisebbséggel.
- 2001-ben 830 lakosából 789 fő szlovák és 28 cigány; a magyarok száma 7 fő volt.
- 2011-ben 819 lakosából 764 fő szlovák és 8 magyar volt.
- 2021-ben 749 lakosából 667 szlovák és 5 magyar (0,67%) volt.[6]

## Nevezetességei
- Híres pincészete; a falu a tokaji borvidék kapuja
- Szűz Mária születése tiszteletére szentelt, 1858-ban épült, neoklasszicista stílusú temploma
- 19. századi kúriája
- A községben fennmaradt néhány tömésház a 19. század közepéről